# Division II i fotboll 1932/1933
Division II i fotboll 1932/1933, som var upplagan av Division II i fotboll säsongen 1932/1933, bestod av fyra serier innehållande tio lag. Gruppvinnarna i varje serie gick till kvalspel till Allsvenskan. Inför denna säsong hade en del förändringar i seriesammansättningen gjorts då antalet serier utökats från två till fyra stycken.

## Förändringar
De flesta lag som spelade i division II säsongen innan behöll sina platser i sina grupper, men vissa lag kastades om för att skapa balans. De lag som inte finns med nedan behöll sina serietillhörigheter. De före detta allsvenska lagen, Hallstahammars SK och IFK Malmö, gick till norra respektive södra.

### Lag i östra
Från division III
- Djurgårdens IF
- Åtvidabergs FF
- Motala AIF
- Reymersholms IK
- IK City

Från norra till östra
- Hammarby IF
- IFK Norrköping
- Westermalms IF

Från södra till östra
- Mjölby AIF

### Lag i västra
Från division III
- Krokslätts FF
- Billingsfors IK
- IFK Uddevalla
- Surte IS
- Slottsbrons IF
- Karlskoga IF
- Majornas IK
- Degerfors IF

Från södra till västra
- Fässbergs IF

### Lag i norra och södra
I södra spelade ungefär hälften av ursprungslagen kvar i serien. De som inte gjorde det var IS Halmia (flyttades upp), IFK Kristianstad (flyttades ner), Fässbergs IF (flyttades till västra) och Mjölby AIF (flyttades till östra) (förutom IS Halmia och IFK Kristianstad som flyttades upp respektive ner). I norra spelade inte Sandvikens IF (flyttades upp), Skärgårdens IF (flyttades ner) samt Hammarby IF, IFK Norrköping och Westermalms IF (alla tre flyttades till östra).
Nya lag i norra
- IFK Grängesberg (uppflyttade från division III)
- Brynäs IF (uppflyttade från division III)
- Örebro IK (uppflyttade från division III)
- Hallstahammars SK (nedflyttade från Allsvenskan)

Nya lag i södra
- IFK Karlshamn (uppflyttade från division III)
- Malmö BI (uppflyttade från division III)
- Lunds BK (uppflyttade från division III)
- Kalmar AIK (uppflyttade från division III)
- Kalmar FF (uppflyttade från division III)
- IFK Malmö (nedflyttade från Allsvenskan)

## Serier

### Norra
| Nr | Lag                   | S  | V  | O | F  | GM | IM | MS  | P  |
| -- | --------------------- | -- | -- | - | -- | -- | -- | --- | -- |
| 1  | Gefle IF              | 18 | 13 | 2 | 3  | 65 | 24 | +41 | 28 |
| 2  | IK Brage              | 18 | 13 | 1 | 4  | 58 | 28 | +30 | 27 |
| 3  | Hallstahammars SK (N) | 18 | 8  | 4 | 6  | 31 | 32 | −1  | 20 |
| 4  | Surahammars IF        | 18 | 7  | 6 | 5  | 26 | 27 | −1  | 20 |
| 5  | IFK Kumla             | 18 | 8  | 3 | 7  | 32 | 34 | −2  | 19 |
| 6  | IFK Grängesberg (U)   | 18 | 6  | 2 | 10 | 37 | 51 | −14 | 14 |
| 7  | Brynäs IF (U)         | 18 | 6  | 2 | 10 | 22 | 49 | −27 | 14 |
| 8  | IFK Västerås          | 18 | 5  | 3 | 10 | 32 | 36 | −4  | 13 |
| 9  | Sandvikens AIK        | 18 | 6  | 1 | 11 | 26 | 45 | −19 | 13 |
| 10 | Örebro IK (U)         | 18 | 4  | 4 | 10 | 31 | 34 | −3  | 12 |

Gefle IF gick vidare till kvalspel till Allsvenskan och Sandvikens AIK och Örebro IK flyttades ner till division III. Från division III kom Ljusne AIK, IFK Örebro och Örebro SK.

### Östra
| Nr | Lag                 | S  | V  | O | F  | GM | IM | MS  | P  |
| -- | ------------------- | -- | -- | - | -- | -- | -- | --- | -- |
| 1  | IFK Norrköping      | 18 | 12 | 2 | 4  | 63 | 29 | +34 | 26 |
| 2  | Hammarby IF         | 18 | 10 | 5 | 3  | 45 | 25 | +20 | 25 |
| 3  | Djurgårdens IF (U)  | 18 | 9  | 6 | 3  | 38 | 29 | +9  | 24 |
| 4  | Åtvidabergs FF (U)  | 18 | 7  | 3 | 8  | 42 | 47 | −5  | 17 |
| 5  | Mjölby AIF          | 18 | 6  | 5 | 7  | 38 | 49 | −11 | 17 |
| 6  | Motala AIF (U)      | 18 | 7  | 2 | 9  | 42 | 37 | +5  | 16 |
| 7  | Reymersholms IK (U) | 18 | 5  | 6 | 7  | 28 | 42 | −14 | 16 |
| 8  | BK Derby            | 18 | 5  | 5 | 8  | 29 | 38 | −9  | 15 |
| 9  | IK City (U)         | 18 | 5  | 3 | 10 | 36 | 41 | −5  | 13 |
| 10 | Westermalms IF      | 18 | 3  | 5 | 10 | 24 | 48 | −24 | 11 |

IFK Norrköping gick vidare till kvalspel till Allsvenskan och Westermalms IF och IK City flyttades ner till division III. De ersattes av IK Sleipner från Allsvenskan och från division III kom Sundbybergs IK.

### Västra
| Nr | Lag                 | S  | V  | O | F  | GM | IM | MS  | P  |
| -- | ------------------- | -- | -- | - | -- | -- | -- | --- | -- |
| 1  | Krokslätts FF (U)   | 18 | 13 | 2 | 3  | 59 | 33 | +26 | 28 |
| 2  | Jonsereds IF (U)    | 18 | 11 | 2 | 5  | 48 | 31 | +17 | 24 |
| 3  | Billingsfors IK (U) | 18 | 10 | 3 | 5  | 49 | 35 | +14 | 23 |
| 4  | IFK Uddevalla (U)   | 18 | 9  | 3 | 6  | 50 | 35 | +15 | 21 |
| 5  | Fässbergs IF        | 18 | 8  | 3 | 7  | 47 | 40 | +7  | 19 |
| 6  | Surte IS (U)        | 18 | 8  | 2 | 8  | 39 | 46 | −7  | 18 |
| 7  | Slottsbrons IF (U)  | 18 | 6  | 4 | 8  | 34 | 41 | −7  | 16 |
| 8  | Karlskoga IF (U)    | 18 | 5  | 4 | 9  | 25 | 33 | −8  | 14 |
| 9  | Majornas IK (U)     | 18 | 3  | 3 | 12 | 23 | 46 | −23 | 9  |
| 10 | Degerfors IF (U)    | 18 | 4  | 0 | 14 | 29 | 63 | −34 | 8  |

Krokslätts FF gick vidare till kvalspel till Allsvenskan och Majornas IK och Degerfors IF flyttades ner till division III. De ersattes av Gårda BK och Husqvarna IF från division III.

### Södra
| Nr | Lag               | S  | V  | O | F  | GM | IM | MS  | P  |
| -- | ----------------- | -- | -- | - | -- | -- | -- | --- | -- |
| 1  | Halmstads BK      | 18 | 14 | 1 | 3  | 56 | 20 | +36 | 29 |
| 2  | BK Drott          | 18 | 11 | 3 | 4  | 49 | 32 | +17 | 25 |
| 3  | IFK Malmö (N)     | 18 | 9  | 4 | 5  | 57 | 47 | +10 | 22 |
| 4  | Lunds BK (U)      | 18 | 10 | 1 | 7  | 62 | 42 | +20 | 21 |
| 5  | Stattena IF       | 18 | 8  | 5 | 5  | 39 | 41 | −2  | 21 |
| 6  | Kalmar FF (U)     | 18 | 5  | 5 | 8  | 45 | 45 | 0   | 15 |
| 7  | Malmö BI (U)      | 18 | 6  | 3 | 9  | 33 | 43 | −10 | 15 |
| 8  | Höganäs BK        | 18 | 4  | 5 | 9  | 33 | 45 | −12 | 13 |
| 9  | Kalmar AIK (U)    | 18 | 5  | 1 | 12 | 25 | 46 | −21 | 11 |
| 10 | IFK Karlshamn (U) | 18 | 2  | 4 | 12 | 27 | 65 | −38 | 8  |

Halmstads BK gick vidare till kvalspel till Allsvenskan och Kalmar AIK och IFK Karlshamn flyttades ner till division III. De ersattes av Landskrona BoIS från Allsvenskan och från division III kom IFK Hälsingborg och Lessebo GoIF.

## Kvalspel

### Kval till Allsvenskan
| Lag 1        | Totalt | Lag 2          | Möte 1 | Möte 2 |
| Gefle IF     | 7–3    | IFK Norrköping | 3–1    | 4–2    |
| Halmstads BK | 4–0    | Krokslätts FF  | 3–0    | 1–0    |

Gefle IF och Halmstads BK till Allsvenskan medan IFK Norrköping och Krokslätts FF kvar i Division II.